# Barathrum
Barathrum este o formație de black metal, din Kuopio, Finlanda fondată în anul 1990.

## Albume de studio
- Hailstorm  (1995)
- Eerie  (1995)
- Infernal  (1997)
- Legions of Perkele  (1998)
- Saatana  (1999)
- Okkult  (2000)
- Venomous  (2002)
- Anno Aspera – 2003 Years After Bastard's Birth  (2005)
- Fanatiko  (2017)